# Janusz Radziwiłł (1612-1655)
Janusz Radziwiłł, ook bekend als Janusz de Tweede of Janusz de Jongere, (Litouws: Jonušas Radvila; Papilys, 2 december 1612 - Tykocin, 31 december 1655) was een Litouwse edelman uit het geslacht van de Radziwiłłs en was groothetman van Litouwen.

## Biografie

### Vroege jaren
Janusz Radziwiłł werd op 2 december 1612 geboren als oudste zoon van Krzysztof Radziwiłł en Anna Kiszka. In 1628 vertrok hij op een vierjarige reis door het Heilig Roomse Rijk en door de Republiek der Zeven Verenigde Nederlanden en hij keerde in de herfst van 1632 terug in Warschau. Kort na zijn terugkomst werd hij door de nieuwe koning Wladislaus Wasa op een diplomatieke missie gestuurd naar de Nederlanden en naar Engeland. Na het voltooien van deze missie verkreeg hij een functie aan het hof als podkomorzy (kamerheer). Het jaar daarop nam Janusz Radziwiłł deel aan de Smolenskoorlog waarin hij aan de zijde van de koning reisde zonder echt deel te nemen aan de gevechten. Hij werd in de jaren die volgden ook een belangrijk hoveling aan diens hof en wist verschillende ambten te verkrijgen, waaronder die van starost en nam hij deel aan verschillende sessies van de sejm.
Op 2 februari 1638 huwde hij met Katarzyna Potocka. Ondanks dat Radziwiłł calvinist was en zijn vrouw katholiek leidde dit huwelijk niet tot problemen. Zij kregen samen drie kinderen, van wie alleen hun dochter Anna de kinderjaren wist te overleven. Katarzyna overleed op 21 november 1642 en in 1645 hertrouwde Janusz Radziwiłł met Maria Lupu, een dochter van woiwode Vasile Lupu.

### Hoogtepunt van zijn macht
Na de dood van zijn vader in 1641 erfde Janusz Radziwiłł al diens rijkdom en werd hij een van de rijkste magnaten van het Pools-Litouwse Gemenebest. In 1646 verkreeg hij een plek in de senaat en werd hij benoemd tot veldhetman van Litouwen. Twee jaar later verkreeg hij een zetel in het Litouwse Tribunaal. Na het uitbreken van de Chmelnytsky-opstand wist hij in 1649 een paar overwinningen op de kozakken te behalen in de Slag bij Mazyr en in de Slag bij Loyew. Twee jaar later wist hij hen opnieuw te overwinnen bij Loyew en bij Bila Tserkva en tegen de Russen in de slag bij Shklow.

### Unie met Zweden

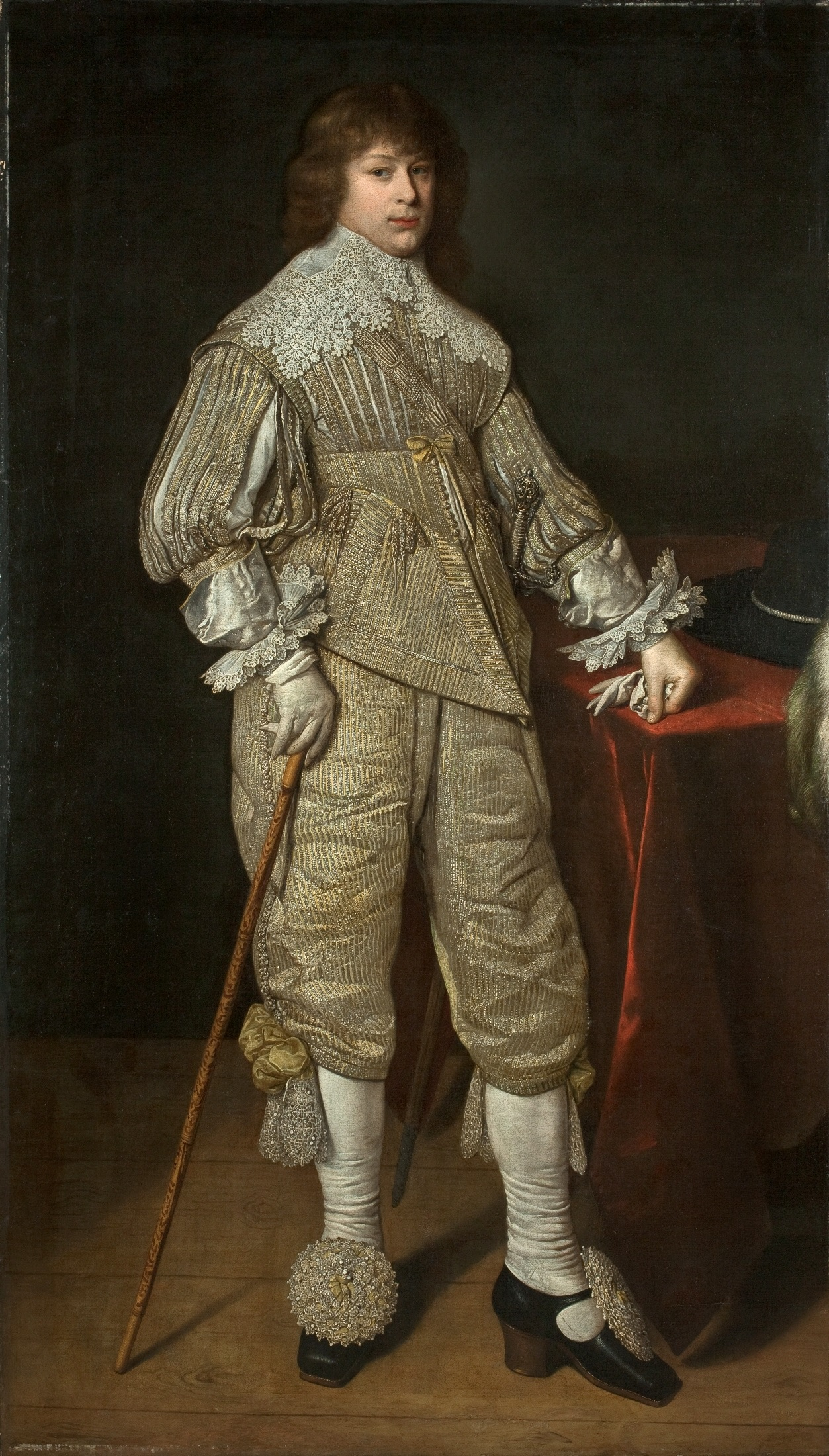
Janusz Radziwiłł, geportretteerd door David Bailly (1632).

Terwijl de oorlog met Rusland doorging kreeg het gemenebest te maken met een nieuwe vijand. In juni van het jaar 1655 vielen de legers van Zweden het gemenebest binnen. Het Zweedse leger wist snel op te marcheren en hierop begon Janusz Radziwiłł met zijn neef Bogusław Radziwiłł aan onderhandelingen met Zweden. Ze voerden gesprekken met koning Karel X van Zweden om de Unie van Lublin terug te draaien en met het Verdrag van Kėdainiai werd Litouwen tot protectoraat van Zweden verklaard. Op 20 oktober 1655 werd vervolgens de Litouws-Zweedse Unie van kracht waarbij Janusz Radziwiłł een groot deel van het groothertogdom zou gaan besturen.
Janusz Radziwiłł was echter niet de enige magnaat die de Poolse zaak verliet, ook de bestuurders Hieronim Radziejowski en Bogusław Leszczyński verlieten de zijde van Jan II Casimir van Polen omdat ze van mening waren dat hij een zwakke koning was. Ondanks dat grote delen van het Gemenebest veroverd waren wisten Jan II en zijn getrouwen weer meer macht te krijgen na de overwinning bij Jasna Góra. Door het Zweedse verlies en hun terugtrekking uit het gebied kwam er een einde aan de plannen van Janusz Radziwiłł. Hij stierf in Tykocin terwijl hij belegerd werd door het leger van het Gemenebest.

## Nalatenschap
Door de rol die Janusz Radziwiłł met de Zweden speelde wordt hij slecht herinnerd in de Poolse geschiedenis. Een belangrijke rol speelde de boeken De Trilogie van Nobelprijswinnaar Henryk Sienkiewicz daarin. Over diens dood schreef Sienkiewicz: "Aardse ondergang, een gevallen ziel, duisternis, niets - dat is alles wat hij wist te bereiken als beloning voor dienstbaarheid aan zichzelf."